# Spoorviaduct Delft
Het Spoorviaduct in Delft was een 1,2 km lang spoorviaduct aan de westkant van het centrum van de stad Delft, in de Nederlandse provincie Zuid-Holland. Het viaduct maakte deel uit van de Oude Lijn, de spoorverbinding tussen Amsterdam en Rotterdam.

## Ligging
Het viaduct was ten noorden van het station opgetrokken vanaf de eerste bestaande spoorwegoversteek bij de Houttuinen op de rand van de stationsbuurt, en liep tot voorbij de laatste spoorwegoversteek in het noorden, bij de Kampveldweg. Het bevond zich daarmee over de hele lengte van de Spoorsingel. De vrije ruimte onder het viaduct werd - naast enkele kruisingen om het viaduct te passeren - benut als parkeerruimte voor zo'n 600 auto's. Daarnaast bevond zich halverwege het viaduct, ter hoogte van de Schoolstraat, een bloemenstalletje, Koos de Roos.
Het spoorviaduct liep vlak langs woningen, waardoor er geluidsoverlast optrad door het intensieve treinverkeer.

## Bouw
Het viaduct is gebouwd tussen 13 september 1961 en 14 juli 1965 ter vervanging van een spoorlijn op maaiveldniveau die hier sinds 1847 lag. Het viaduct begon ter hoogte van de Kampveldweg en eindigde bij de Houttuinen, net ten noorden van station Delft.
Het was een onderdeel van het Spoorwegplan uit 1953 dat erop gericht was om alle hinder van spoorwegovergangen in Delft te laten verdwijnen. Het eerste onderdeel van het project was de aanleg van de Irenetunnel onder  het spoor door. De aanleg daarvan begon in 1955.

## Sloop
Het spoorviaduct werd in het kader van het spoorzoneproject in 2015 vervangen door de 2,3 km lange Willem van Oranjetunnel. In de nacht van 21 op 22 februari 2015 maakte de laatste trein gebruik van het viaduct, waarna het buiten gebruik werd gesteld. Nadat de aansluiting van de sporen op het nieuwe tracé was voltooid, is gedurende 2015 het viaduct gesloopt.
Op burgerinitiatief werden twee pijlers behouden, om te kunnen fungeren als Pijlermonument. De beide pijlers bevinden zich op het Bolwerk.

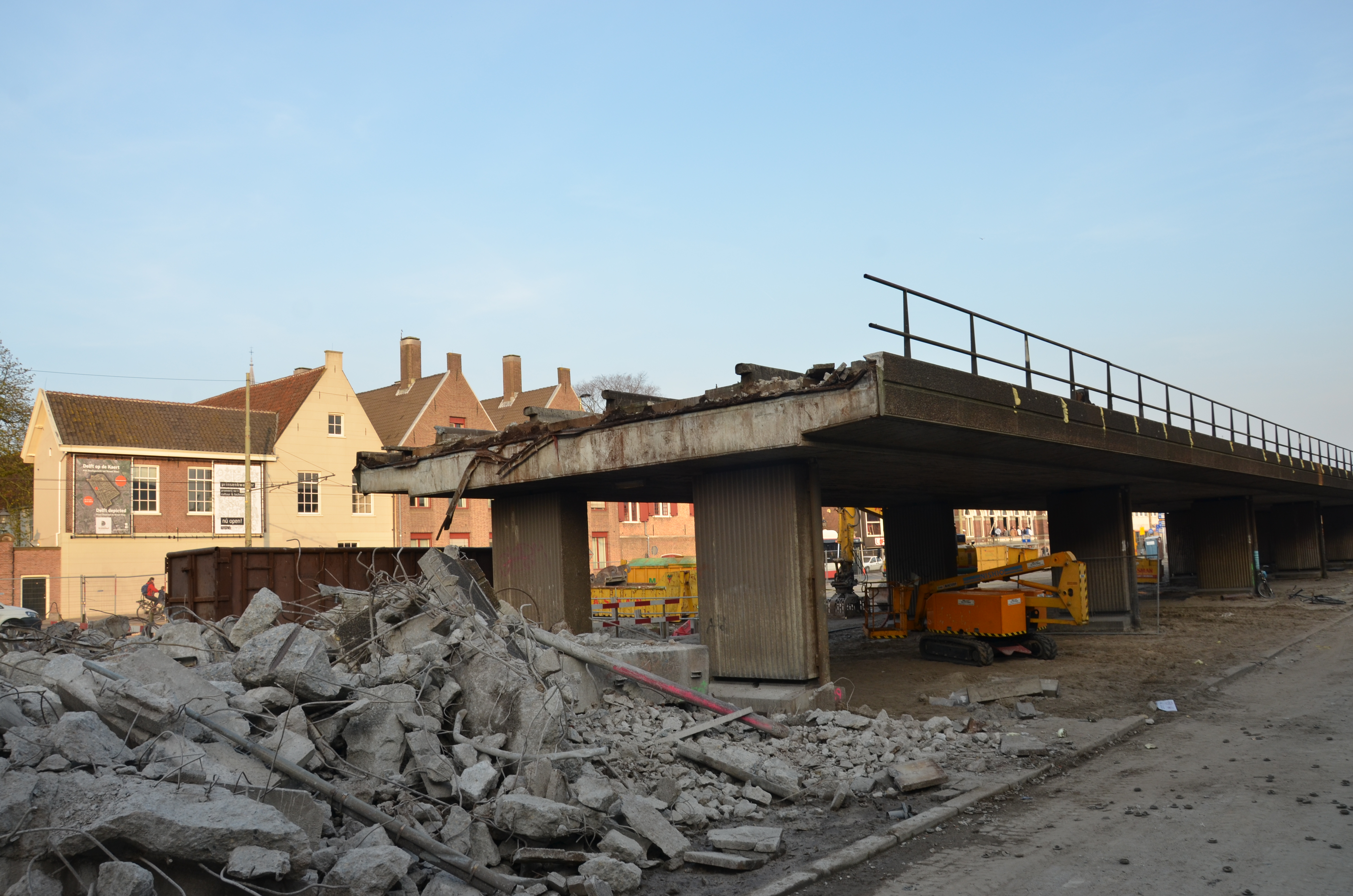
Sloop in april 2015.
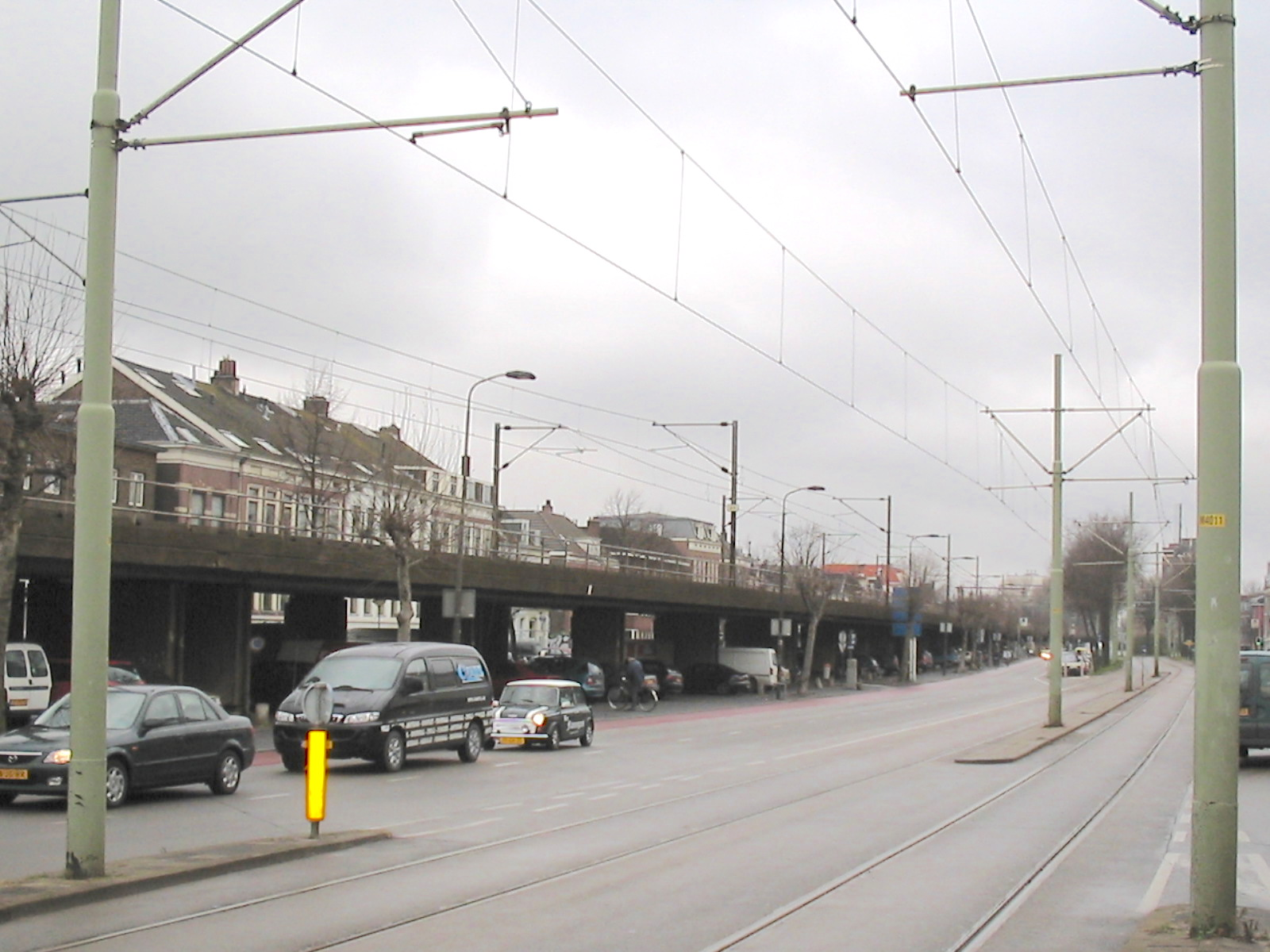
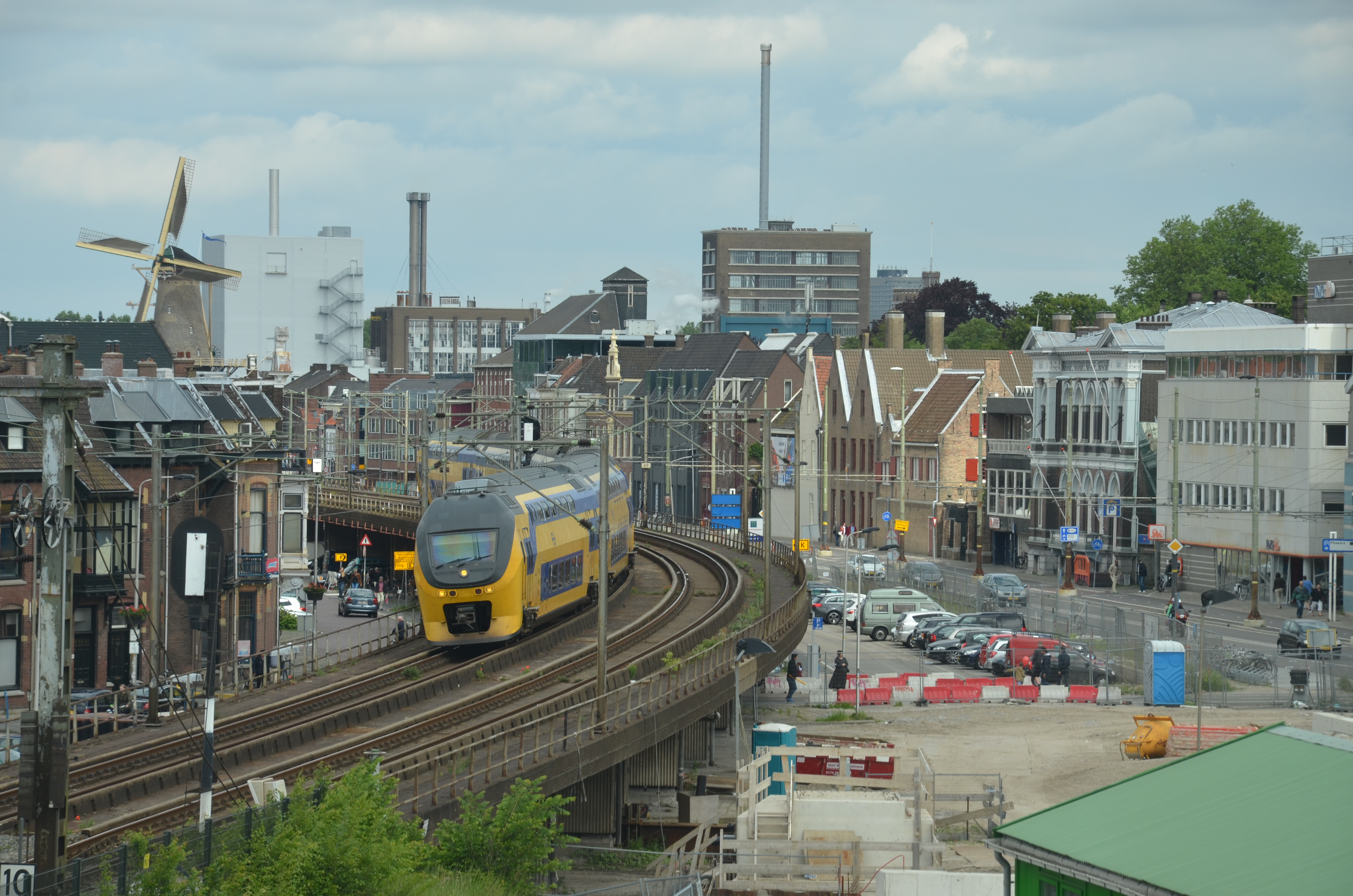
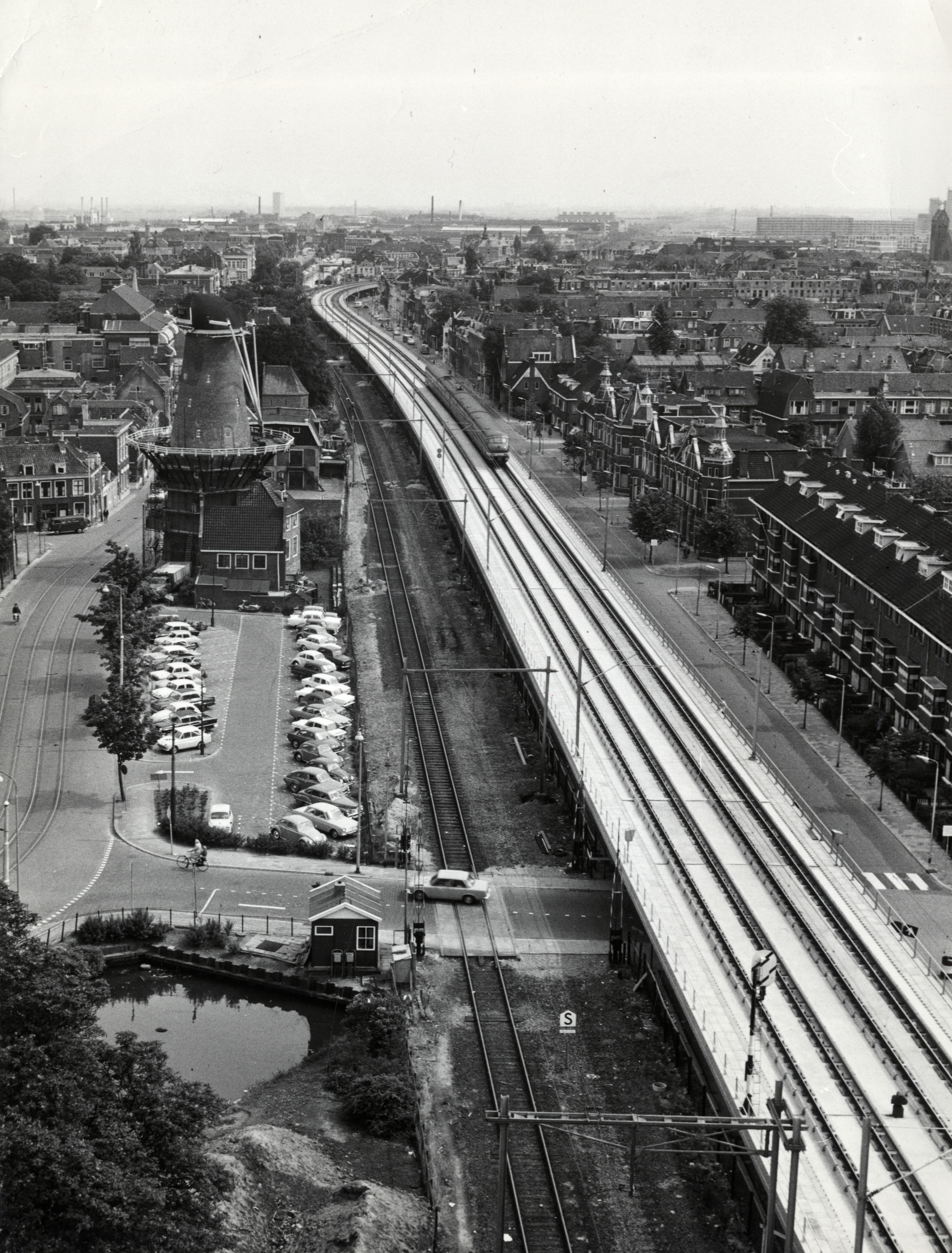
Spoorviaduct in 1965